# Брукс, Кэролайн
Кэролайн Брукс (англ. Caroline Brooks, полное имя Caroline Shawk Brooks; 1840—1913) — американский скульптор.
Известна своими работами из масла, также работала с более традиционными материалами, такими как мрамор.

## Биография
Родилась 28 апреля 1840 года в Цинциннати. Её отец — Абель Шок (Abel Shawk) — строил пожарные машины и паровозы, изобрел первую пожарную машину, которая приводилась в действие паром.
Кэролайн проявила свои художественные таланты в раннем детстве, увлекаясь скульптурой и рисованием. Её первой скульптурной работой, вылепленной из глины, взятой из местного ручья, была голова Данте. В возрасте двенадцати лет она получила медаль за восковые цветы. В 1862 году девушка окончила школу St. Louis Normal School и в том же году вышла замуж за железнодорожника Сэмюэля Брукса. Сначала они жили в Мемфисе, штат Теннесси, где Сэмюэл работал на железной дороге. Позже они некоторое время жили в штате Миссисипи, после чего переехали на ферму недалеко от города Хелена, штат Арканзас. У них был один ребёнок — дочь по имени Милдред (1870—1950).
Брукс стала первым известным американским скульптором, работавшим с таким материалом, как сливочное масло, и впоследствии её называли «Butter Woman». В 1867 году она создала свою первую скульптурнyю работу из масла, когда после неурожая хлопка на ферме она искала источник дополнительного дохода. Фермеры того времени часто создавали для продажи масло декоративной формы, и Брукс придавала маслу такие формы, как ракушки, животные и лица. Её покупатели оценили искусно вырезанное масло, а её работы хорошо раскупались. Она продолжала создавать свои масляные скульптуры около полутора лет, затем сделала перерыв в этом виде творчества на несколько лет. Кэролайн Брукс вернулась к масляным скульптурам в 1873 году, когда создала барельефный портрет, который подарила церковной ярмарке. Человек из Мемфиса, который увидел на ярмарке работы Брукс, настолько восхитился ими, что заказал для Кэролайн создание масляного портрета Марии, королевы Шотландии, выставив его в своём офисе.
В конце 1873 года Брукс, прочитав лирическую драму датского поэта и драматурга Хенрика Херца «Дочь короля Рене», была вдохновлена персонажем произведения — слепой принцессой Иолантой, и создала масляный барельеф «Dreaming Iolanthe». Эта работа была выставлена в начале 1874 года в галерее Цинциннати с большим успехом и хорошими отзывами критиков. Во время двухнедельной выставки скульптуры около двух тысяч человек купили входной билет для просмотра, что принесло также и финансовый доход для автора работы. Статья в The New York Times весьма позитивно отреагировала на эту работу Кэролайн Брукс.

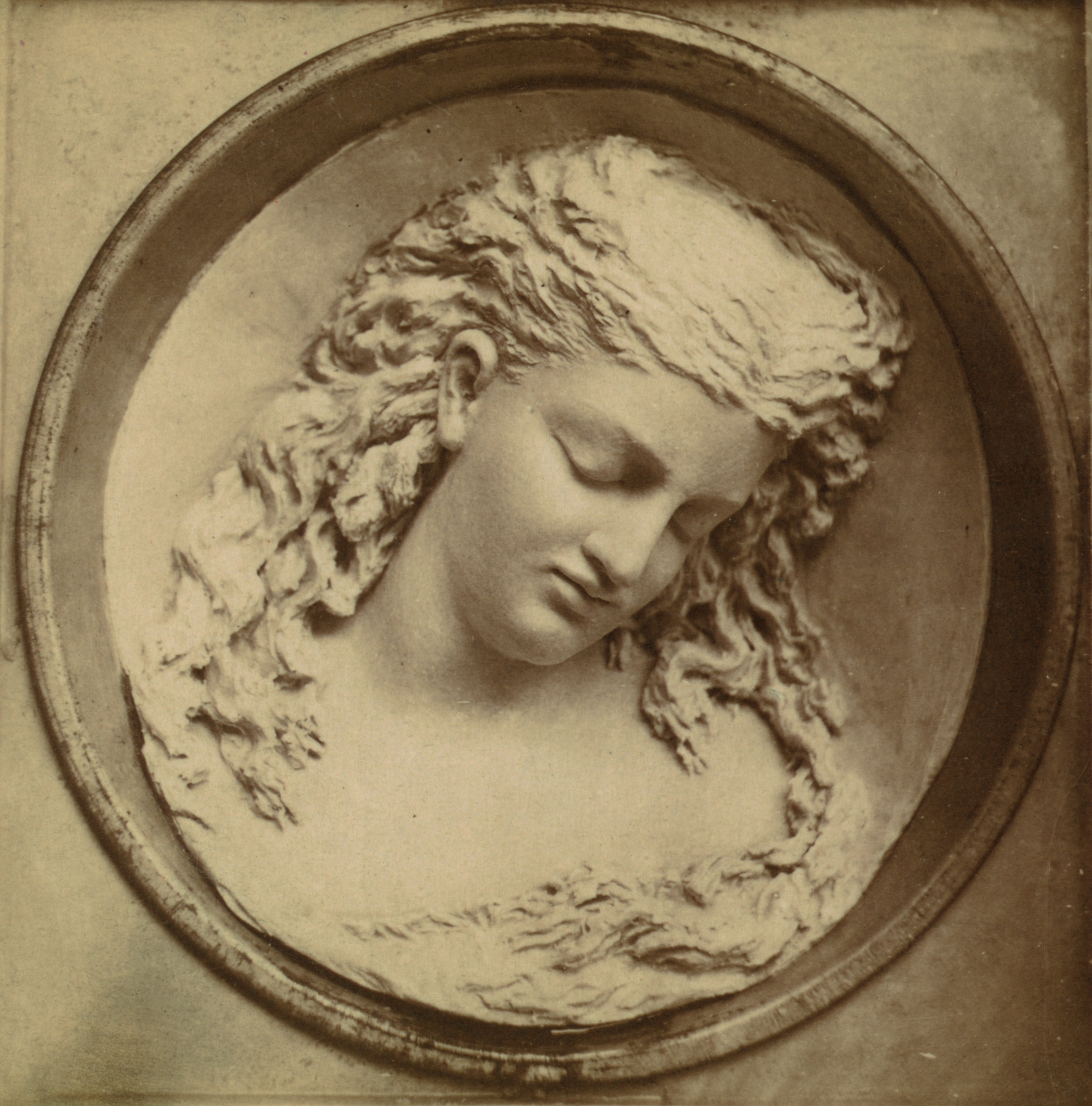
«Dreaming Iolanthe»

Брукс создала другие версии Иоланты, в том числе горельеф, который был выставлен на Всемирной выставке 1876 года, проходившей в Филадельфии, штат Пенсильвания. Её масляная скульптура в Женском павильоне привлекала огромное количество людей, в результате работу перенесли из Женского павильона в главное выставочное пространство, где Кэролайн демонстрировала свои навыки лепки из масла. В качестве демонстрации того, что именно она вылепила эту скульптуру, Брукс создала ещё одну голову примерно за девяносто минут для группы, в которую входили официальные лица выставки и представители прессы. Наблюдатели были впечатлены как быстрым исполнением с использованием грубых инструментов для лепки из необычного материала, так и художественными качествами готовой работы.
После успеха на Всемирной выставке, Кэролайн читала лекции и демонстрировала свое мастерство, путешествуя по многим городам США. В 1877 году она продемонстрировала свое искусство масляной скульптуры в Бостоне в Amory Hall, где она создала свои работы Pansy и The Marchioness. Последняя была первой скульптурой Брукса в полный рост. Её ежедневные демонстрации в Бостоне, где бралась плата за вход, помогли собрать ей деньги на поездку в Европу.
Примерно в это же время Брукс развелась: Сэмюэл решил остаться в Арканзасе, где победил на выборах в законодательный орган; Кэролайн открыла студию в Вашингтоне, где создала из масла версию «Dreaming Iolanthe» в натуральную величину и отправила её на Всемирную выставку в Париже 1878 года. После открытия своей нью-йоркской студии Брукс создала в 1883—1886 годах множество портретных бюстов. Это дало ей финансовую возможность закупить мрамор, который она использовала для создания последующих работ известных людей, включая Томаса Карлейла, Джорджа Элиота, Джеймса Гарфилда, Лукреции Мотт, Эммануила Сведенборга, а также групповой скульптурный портрет Алисии Вандербильт (дочери Корнелиуса Вандербильта) с четырьмя детьми.
Кэролайн Брукс выставляла свои работы во Дворце изящных искусств и Женском здании на Всемирной Колумбовой выставке 1893 года в Чикаго. С 1896 по 1902 год жила в Сан-Франциско. Впоследствии переехала в Сент-Луис, штат Миссури, где содержала студию в собственном доме.
Умерла 28 июня 1913 года в Сент-Луисе. Была похоронена на кладбище Oakdale Cemetery города Лемей этого же штата.